# Wiśniowa (gmina, Petite-Pologne)
Pour les articles homonymes, voir Wiśniowa.
Wiśniowa est une gmina rurale du powiat de Myślenice, Petite-Pologne, dans le sud de la Pologne. Son siège est le village de Wiśniowa, qui se situe environ 14 km au sud-est de Myślenice et 33 km au sud de la capitale régionale Cracovie.
La gmina couvre une superficie de 67,06 km2 pour une population de 6 833 habitants.

## Géographie
La gmina inclut les villages de Glichów, Kobielnik, Lipnik, Poznachowice Dolne, Węglówka, Wierzbanowa et Wiśniowa.
La gmina borde les gminy de Dobczyce, Dobra, Jodłownik, Mszana Dolna, Myślenice, Pcim et Raciechowice.